# Tomra
Tomra är en norsk tillverkare av returautomater för returglas, aluminiumburkar och PET-flaskor. Bolaget grundades 1972 och är noterat på Oslo börs. 
Tomras returautomater har flera funktioner. De känner igen vilka flaskor och burkar som stoppas in i automaten, de sorterar dem och de pressar plastflaskorna och aluminiumburkarna, så att de tar mindre plats. Automaterna kan vidare se om burken eller flaskan ska ha pant och sortera glasflaskor i vitt och färgat glas.
Företaget grundades 1972 av de två norska bröderna Petter och Tore Planke (födda 1936 respektive 1943).  Huvudkontoret ligger i Asker utanför Oslo. Koncernchef sedan augusti 2021 är Tone Andersen.